# Wassigny
Wassigny är en kommun i departementet Aisne i regionen Hauts-de-France i norra Frankrike. Kommunen ligger  i kantonen Wassigny som ligger i arrondissementet Vervins. År 2022 hade Wassigny 946 invånare.

## Befolkningsutveckling
Antalet invånare i kommunen Wassigny
Referens: INSEE